# Kodikoppa, Shikarpur
Kodikoppa là một làng thuộc tehsil Shikarpur, huyện Shimoga, bang Karnataka, Ấn Độ.